# Derby de Kentucky

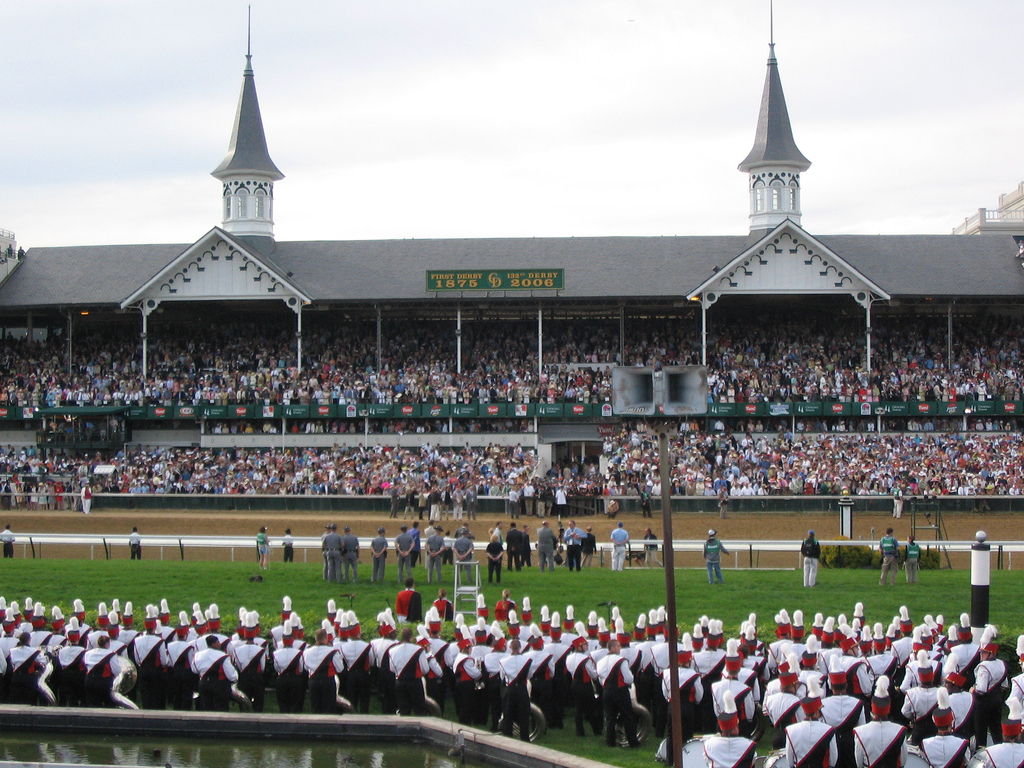
El hipódromo Churchill Downs durante el Derby de Kentucky de 2006.

El Derby de Kentucky (en inglés Kentucky Derby) es una famosa carrera de caballos estadounidense para ejemplares purasangre de tres años de edad, que tiene lugar anualmente en Louisville, Kentucky, el primer sábado de mayo, durante el Festival del Derby de Kentucky de dos semanas de duración. La carrera se realiza sobre una pista de una milla y cuarto (2 km) en el hipódromo de  Churchill Downs. El récord lo impuso el ganador de la Triple corona de 1973 Secretariat con un tiempo de 1:59.40.[cita requerida]
La carrera es conocida en Estados Unidos como "Los Dos Minutos Más Emocionantes en Deportes" (The Most Exciting Two Minutes in Sports) por su duración aproximada y, también, es llamada "La Carrera por las Rosas"  (The Run for the Roses) por la guirnalda de rosas que se coloca al ganador.
Esta competencia es la primera fecha de la Triple Corona de carreras de purasangres en Estados Unidos y convoca habitualmente a unos 150 mil seguidores.

## Día del Derby
El Día del Derby o Derby Day es el primer sábado de mayo.

## Historia

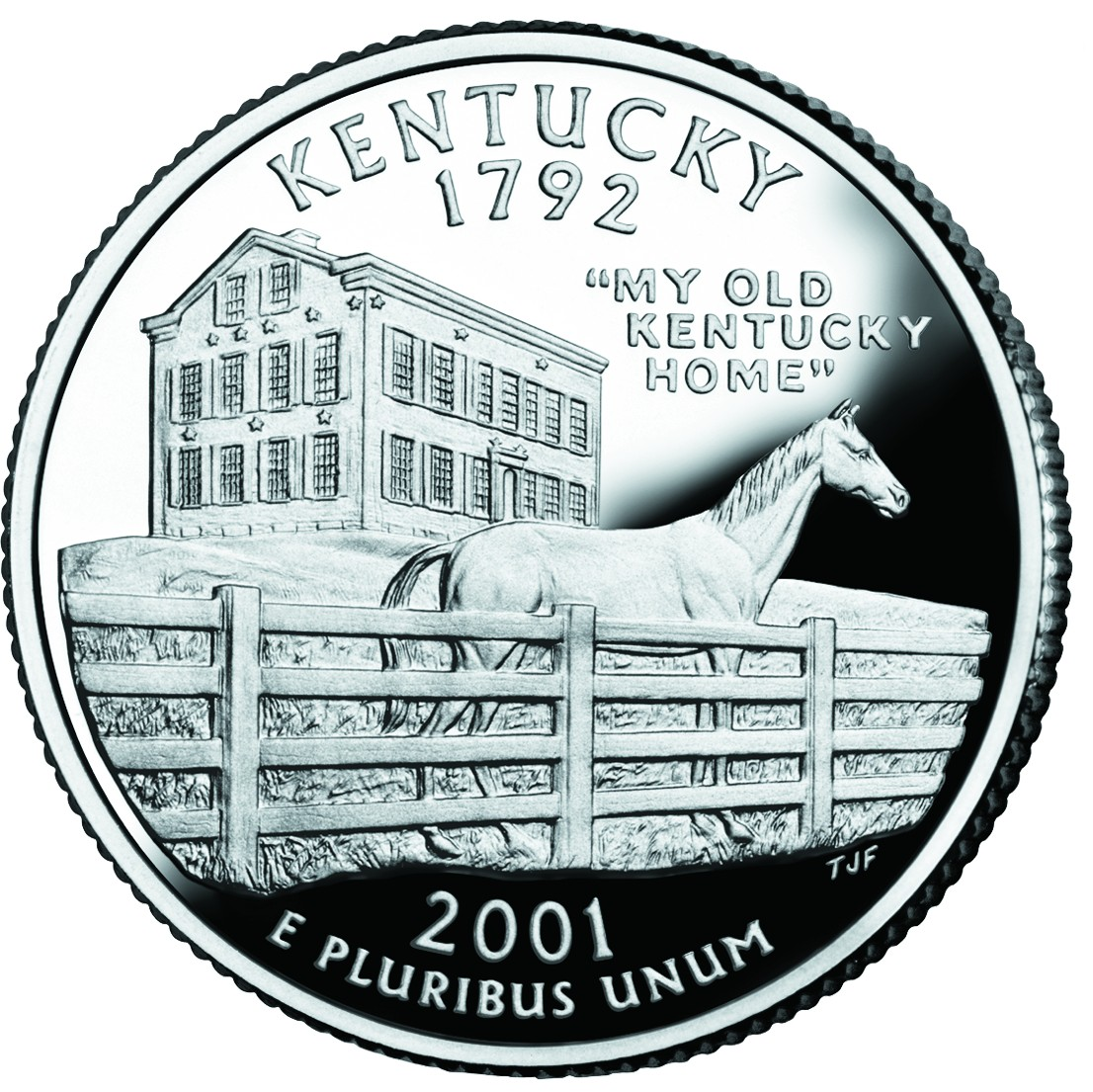
La figura de un caballo purasangre aparece en la moneda conmemorativa del estado de Kentucky, de 2001.

Kentucky ha sido un importante centro de cría de caballos y, asimismo, de desarrollo de carreras, desde fines de 1700, debido a los pastos de sus campos, que poseerían una importante cantidad de calcio, que produciría muy buenos caballos de carreras.
En 1872, Meriwether Lewis Clark, Jr., nieto de William Clark, de la expedición Lewis y Clark, viajando por Inglaterra, visitó el Derby de Epsom, una famosa carrera celebrada anualmente desde 1780. De allí, Clark se dirigió a París, Francia, donde, en 1863, un grupo de fanáticos de las carreras formaron el French Jockey Club y organizaron el Gran Prix de París, que posteriormente se convertiría en el famoso Prix de l'Arc de Triomphe.
De regreso en Kentucky, Clark organizó el Louisville Jockey Club con el propósito de reunir dinero para construir unas buenas instalaciones para la realización de carreras a las afueras de la ciudad. La pista pronto se conocería como Churchill Downs, denominadas así por los parientes de Meriwether Lewis Clark Jr., John y Henry Churchill, que habían proporcionado las tierras para la pista de carreras. Oficialmente, el hipódromo fue denominado Churchill Downs en 1937.
El Derby de Kentucky se corrió en un principio sobre una pista de 1,5 millas (2,4 km), la misma distancia del Derby de Epsom y el Gran Prix de París. En 1896, la distancia fue modifica a las actuales 1,25 millas (2 km). El 17 de mayo de 1875, ante unas 10 000 personas aproximadamente, un grupo de 15 caballos de tres años participaron en el primer Derby de Kentucky. Un potro llamado "Aristides", entrenado por Ansel Williamson, y montado por el jinete afrodescendiente Oliver Lewis, ganó el Derby inaugural.  Posteriormente, en ese mismo año, Lewis montando a Aristides obtuvo el segundo lugar en el Belmont Stakes

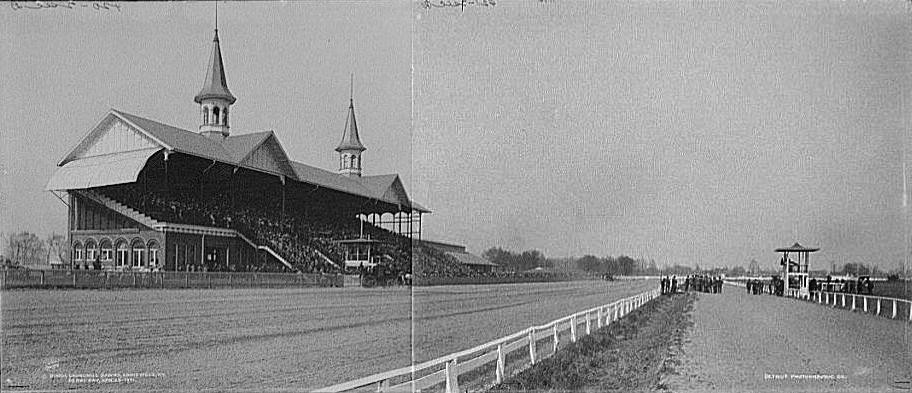
Panorámica del Churchill Downs en 1901.

Aunque la primera carrera realizada fue un éxito, la pista tuvo dificultades financieras y en 1894 se creó el New Louisville Jockey Club  con nuevos capitales e instalaciones mejoradas. A pesar de ello, el negocio tambaleó hasta 1902, cuando Matt Winn de Louisville reunió a un grupo de hombres de negocios para adquirir solvencia. Durante la gestión de Winn, el hipódromo Churchill Downs prosperó y el Derby de Kentucky se convirtió en la más importante carrera de caballos purasangre de Estados Unidos.
Entre 1875 y 1902, jinetes afroamericanos ganaron 15 de las 28 carreras del Derby de Kentucky. El 11 de mayo de 1892, Alonzo "Lonnie" Clayton, de 15 años, se convirtió en el jinete más joven en ganar el Derby. La carrera de 1904 fue ganada por "Elwood", el primer ejemplar montado por una mujer, Laska Durnell. En 1915, la potranca (filly) "Regret" fue la primera hembra en ganar el Derby de Kentucky, y en 1917, el potro inglés "Omar Khayyam" se convirtió en el primer caballo criado en el extranjero en ganar la carrera.
Para mejorar sus ingresos, los dueños de caballos comenzaron a enviar a los mejores participantes del Derby a competir semanas después en el Preakness Stakes, en Baltimore, Maryland, seguido del Belmont Stakes en Elmont, Nueva York. Las tres carreras ofrecían el premio más grande a los ganadores. En 1919, "Sir Barton" fue el primer caballo en ganar las tres carreras. Sin embargo el término Triple Corona no fue empezado a utilizarse sino hasta 1930, cuando "Gallant Fox" se convirtió en el segundo caballo en ganar las tres carreras, y el periodista deportivo Charles Hatton impuso el uso de esa expresión. Dos años más tarde, el día de la carrera, que había tenido lugar desde sus inicios a mediados del mes de mayo, fue cambiada al primer sábado de mayo, con objeto de fijar un calendario específico para las carreras de la Triple Corona.
El 3 de mayo de 1952, tuvo lugar la primera emisión de televisión nacional del Derby. En 1954, el premio supera los US$ 100.000 por primera vez.
En 1968, "Dancer's Image" se convirtió en el primer caballo (y único hasta el día de hoy) en ganar la carrera y ser descalificado después, por rastros de fenilbutazona, un análgesico y antiinflamatorio, encontrados en el examen de orina del ejemplar. Irónicamente, las reglas de las pistas de carreras de caballos de Kentucky fueron modificadas hace algunos años, permitiendo el uso de fenilbutazona.
El mejor tiempo de carrera en el Derby (en su actual distancia) es de 1 minuto 59 2/5 segundos, obtenido por "Secretariat" en 1973.
En el Derby de 2004 se permitió por primera vez a los jinetes, como resultado de una orden judicial, utilizar logos publicitarios en su ropa. En 2005, la distribución del montante global de los premios del Derby fue modificada, de modo que los caballos que finalizan dentro de los primeros cinco puestos reciben cada uno una parte del montante global. Anteriormente, sólo los cuatro primeros se repartían el montante global.

## Tradiciones
Además de la carrera en sí, existe un número de tradiciones que han desempeñado un importante papel en definir la atmósfera del Derby. El Mint Julep o julepe de menta, un cóctel sobre la base de bourbon, menta y azúcar, es la bebida tradicional de la carrera. Durante el derby y en los eventos de las jornadas previas se consumen más de 80.000 mint juleps. Asimismo, el burgoo, un guisado de vacuno, pollo, cerdo con verduras, es un plato muy popular en el Derby.
Antes de la carrera, los caballos desfilan frente a las gradas del hipódromo al ritmo del tema musical "My Old Kentucky Home", compuesta por Stephen Foster, interpretado por la banda de la Universidad de Louisville.
El Derby es comúnmente llamado "La Carrera por las Rosas" (The Run for the Roses ) porque se otorga una guirnalda de 554 rosas rojas al ganador del Derby de Kentucky cada año. La tradición se debe a E. Berry Wall que, en 1883, entregó rosas a las señoritas presentes, en una fiesta tras el Derby organizada por el presidente de Churchill Downs, M. Lewis Clark. Este gesto se estima que generó la idea de Clark de convertir a la rosa en la flor oficial de la carrera. Sin embargo, desde el año 1896 existen referencias sobre rosas que cubrían al ganador del Derby.
El gobernador de Kentucky es el encargado de entregar la guirnalda y el trofeo de la carrera al ganador.

## Lista de ganadores del Derby de Kentucky
| Año  | Ganador                      | Jinete                         | Entrenador                       | Propietario                                                                      | Tiempo  |
| ---- | ---------------------------- | ------------------------------ | -------------------------------- | -------------------------------------------------------------------------------- | ------- |
| 1875 | Aristides                    | Oliver Lewis                   | Ansel Williamson                 | Hal P. McGrath                                                                   | 2:37.75 |
| 1876 | Vagrant                      | Bobby Swim                     | James Williams                   | William Astor, Jr.                                                               | 2:38.25 |
| 1877 | Baden-Baden                  | Billy Walker                   | Edward D. Brown                  | Daniel Swigert                                                                   | 2:38.00 |
| 1878 | Day Star                     | Jimmy Carter                   | Lee Paul                         | T. J. Nichols                                                                    | 2:37.25 |
| 1879 | Lord Murphy                  | Charlie Shauer                 | George Rice                      | Darden & Co                                                                      | 2:37.00 |
| 1880 | Fonso                        | George Lewis                   | Tice Hutsell                     | J. Snell Shawhan                                                                 | 2:37.50 |
| 1881 | Hindoo                       | Jim McLaughlin                 | James G. Rowe, Sr.               | Dwyer Bros. Stable                                                               | 2:40.00 |
| 1882 | Apollo                       | Babe Hurd                      | Green B. Morris                  | Morris & Patton                                                                  | 2:40.00 |
| 1883 | Leonatus                     | Billy Donohue                  | Raleigh Colston                  | Chinn & Morgan                                                                   | 2:43.00 |
| 1884 | Buchanan                     | Isaac Murphy                   | William Bird                     | William Cottrill                                                                 | 2:40.25 |
| 1885 | Joe Cotton                   | Babe Henderson                 | Alex Perry                       | J. T. Williams                                                                   | 2:37.25 |
| 1886 | Ben Ali                      | Paul Duffy                     | Jim Murphy                       | J. B. A. Haggin                                                                  | 2:36.50 |
| 1887 | Montrose                     | Isaac Lewis                    | John McGinty                     | Labold Brothers                                                                  | 2:39.25 |
| 1888 | Macbeth II                   | George Covington               | John Campbell                    | Chicago Stable                                                                   | 2:38.00 |
| 1889 | Spokane                      | Thomas Kiley                   | John Rodegap                     | Noah Armstrong                                                                   | 2:34.50 |
| 1890 | Riley                        | Isaac Murphy                   | Edward Corrigan                  | Edward Corrigan                                                                  | 2:45.00 |
| 1891 | Kingman                      | Isaac Murphy                   | Dud Allen                        | Jacobin Stable                                                                   | 2:52.25 |
| 1892 | Azra                         | Lonnie Clayton                 | John Morris                      | Bashford Manor Stable                                                            | 2:41.50 |
| 1893 | Lookout                      | E. Kunze                       | William McDaniel                 | Cushing & Orth                                                                   | 2:39.25 |
| 1894 | Chant                        | Frank Goodale                  | H. Eugene Leigh                  | Leigh & Rose                                                                     | 2:41.00 |
| 1895 | Halma                        | Soup Perkins                   | Byron McClelland                 | Byron McClelland                                                                 | 2:37.50 |
| 1896 | Ben Brush                    | Willie Simms                   | Hardy Campbell                   | Mike F. Dwyer                                                                    | 2:07.75 |
| 1897 | Typhoon II                   | Buttons Garner                 | J. C. Cahn                       | J. C. Cahn                                                                       | 2:12.50 |
| 1898 | Plaudit                      | Willie Simms                   | John E. Madden                   | John E. Madden                                                                   | 2:09.00 |
| 1899 | Manuel                       | Fred Taral                     | Robert J. Walden                 | A. H. & D. H. Morris                                                             | 2:12.00 |
| 1900 | Lieut. Gibson                | Jimmy Boland                   | Charles Hughes                   | Charles H. Smith                                                                 | 2:06.25 |
| 1901 | His Eminence                 | Jimmy Winkfield                | Frank B. Van Meter               | Frank B. Van Meter                                                               | 2:07.75 |
| 1902 | Alan-a-Dale                  | Jimmy Winkfield                | Tom C. McDowell                  | Tom C. McDowell                                                                  | 2:08.75 |
| 1903 | Judge Himes                  | Hal Booker                     | John P. Mayberry                 | Charles R. Ellison                                                               | 2:09.00 |
| 1904 | Elwood                       | Shorty Prior                   | Charles E. Durnell               | Mrs. C. E. Durnell                                                               | 2:08.50 |
| 1905 | Agile                        | Jack Martin                    | Robert Tucker                    | Sam S. Brown                                                                     | 2:10.75 |
| 1906 | Sir Huon                     | Roscoe Troxler                 | Pete Coyne                       | Bashford Manor Stable                                                            | 2:08.80 |
| 1907 | Pink Star                    | Andy Minder                    | W. H. Fizer                      | J. Hal Woodford                                                                  | 2:12.60 |
| 1908 | Stone Street                 | Arthur Pickens                 | J. W. Hall                       | C. E. & J. W. Hamilton                                                           | 2:15.20 |
| 1909 | Wintergreen                  | Vincent Powers                 | Charles Mack                     | Jerome B. Respess                                                                | 2:08.20 |
| 1910 | Donau                        | Fred Herbert                   | George Ham                       | William Gerst                                                                    | 2:06.40 |
| 1911 | Meridian                     | George Archibald               | Albert Ewing                     | R. F. Carmen                                                                     | 2:05.00 |
| 1912 | Worth                        | Carroll H. Shilling            | Frank Taylor                     | H. C. Hallenbeck                                                                 | 2:09.40 |
| 1913 | Donerail                     | Roscoe Goose                   | Thomas Hayes                     | Thomas Hayes                                                                     | 2:04.80 |
| 1914 | Old Rosebud                  | John McCabe                    | Frank D. Weir                    | H. C. Applegate                                                                  | 2:03.40 |
| 1915 | Regret                       | Joe Notter                     | James G. Rowe, Sr.               | Harry P. Whitney                                                                 | 2:05.40 |
| 1916 | George Smith                 | Johnny Loftus                  | Hollie Hughes                    | John Sanford                                                                     | 2:04.00 |
| 1917 | Omar Khayyam                 | Charles Borel                  | Charles T. Patterson             | Billings & Johnson                                                               | 2:04.60 |
| 1918 | Exterminator                 | William Knapp                  | Henry McDaniel                   | W. S. Kilmer                                                                     | 2:10.80 |
| 1919 | Sir Barton †                 | Johnny Loftus                  | H. Guy Bedwell                   | J. K. L. Ross                                                                    | 2:09.80 |
| 1920 | Paul Jones                   | Ted Rice                       | Billy Garth                      | Ral Parr                                                                         | 2:09.00 |
| 1921 | Behave Yourself              | Charles Thompson               | Herbert J. Thompson              | Edward R. Bradley                                                                | 2:04.20 |
| 1922 | Morvich                      | Albert Johnson                 | Fred Burlew                      | Ben Block                                                                        | 2:04.60 |
| 1923 | Zev                          | Earl Sande                     | David J. Leary                   | Rancocas Stable                                                                  | 2:05.40 |
| 1924 | Black Gold                   | John D. Mooney                 | Hanley Webb                      | Rosa M. Hoots                                                                    | 2:05.20 |
| 1925 | Flying Ebony                 | Earl Sande                     | William Duke                     | Clifford A. Cochran                                                              | 2:07.60 |
| 1926 | Bubbling Over                | Albert Johnson                 | Herbert J. Thompson              | Edward R. Bradley                                                                | 2:03.80 |
| 1927 | Whiskery                     | Linus McAtee                   | Fred Hopkins                     | Harry P. Whitney                                                                 | 2:06.00 |
| 1928 | Reigh Count                  | Chick Lang                     | Bert S. Michell                  | Fannie Hertz                                                                     | 2:10.40 |
| 1929 | Clyde Van Dusen              | Linus McAtee                   | Clyde Van Dusen                  | H. P. Gardner                                                                    | 2:10.80 |
| 1930 | Gallant Fox †                | Earl Sande                     | Jim Fitzsimmons                  | Belair Stud                                                                      | 2:07.60 |
| 1931 | Twenty Grand                 | Charley Kurtsinger             | James G. Rowe, Jr.               | Greentree Stable                                                                 | 2:01.80 |
| 1932 | Burgoo King                  | Eugene James                   | Herbert J. Thompson              | Edward R. Bradley                                                                | 2:05.20 |
| 1933 | Brokers Tip                  | Don Meade                      | Herbert J. Thompson              | Edward R. Bradley                                                                | 2:06.80 |
| 1934 | Cavalcade                    | Mack Garner                    | Bob Smith                        | Brookmeade Stable                                                                | 2:04.00 |
| 1935 | Omaha †                      | Willie Saunders                | Jim Fitzsimmons                  | Belair Stud                                                                      | 2:05.00 |
| 1936 | Bold Venture                 | Ira Hanford                    | Max Hirsch                       | Morton L. Schwartz                                                               | 2:03.60 |
| 1937 | War Admiral †                | Charley Kurtsinger             | George Conway                    | Glen Riddle Farm                                                                 | 2:03.20 |
| 1938 | Lawrin                       | Eddie Arcaro                   | Ben A. Jones                     | Woolford Farm                                                                    | 2:04.80 |
| 1939 | Johnstown                    | James Stout                    | Jim Fitzsimmons                  | Belair Stud                                                                      | 2:03.40 |
| 1940 | Gallahadion                  | Carroll Bierman                | Roy Waldron                      | Milky Way Farm                                                                   | 2:05.00 |
| 1941 | Whirlaway †                  | Eddie Arcaro                   | Ben A. Jones                     | Calumet Farm                                                                     | 2:01.40 |
| 1942 | Shut Out                     | Wayne Wright                   | John M. Gaver, Sr.               | Greentree Stable                                                                 | 2:04.40 |
| 1943 | Count Fleet †                | Johnny Longden                 | Don Cameron                      | Fannie Hertz                                                                     | 2:04.00 |
| 1944 | Pensive                      | Conn McCreary                  | Ben A. Jones                     | Calumet Farm                                                                     | 2:04.20 |
| 1945 | Hoop Jr                      | Eddie Arcaro                   | Ivan Parke                       | Fred W. Hooper                                                                   | 2:07.00 |
| 1946 | Assault †                    | Warren Mehrtens                | Max Hirsch                       | King Ranch                                                                       | 2:06.60 |
| 1947 | Jet Pilot                    | Eric Guerin                    | Tom Smith                        | Maine Chance Farm                                                                | 2:06.80 |
| 1948 | Citation †                   | Eddie Arcaro                   | Ben A. Jones                     | Calumet Farm                                                                     | 2:05.40 |
| 1949 | Ponder                       | Steve Brooks                   | Ben A. Jones                     | Calumet Farm                                                                     | 2:04.20 |
| 1950 | Middleground                 | William Boland                 | Max Hirsch                       | King Ranch                                                                       | 2:01.60 |
| 1951 | Count Turf                   | Conn McCreary                  | Sol Rutchick                     | Jack J. Amiel                                                                    | 2:02.60 |
| 1952 | Hill Gail                    | Eddie Arcaro                   | Ben A. Jones                     | Calumet Farm                                                                     | 2:01.60 |
| 1953 | Dark Star                    | Hank Moreno                    | Eddie Hayward                    | Cain Hoy Stable                                                                  | 2:02.00 |
| 1954 | Determine                    | Raymond York                   | Willie Molter                    | Andy. J. Crevolin                                                                | 2:03.00 |
| 1955 | Swaps                        | Bill Shoemaker                 | Mesh Tenney                      | Rex C. Ellsworth                                                                 | 2:01.80 |
| 1956 | Needles                      | David Erb                      | Hugh Fontaine                    | D & H Stable                                                                     | 2:03.40 |
| 1957 | Iron Liege                   | Bill Hartack                   | Jimmy Jones                      | Calumet Farm                                                                     | 2:02.20 |
| 1958 | Tim Tam                      | Ismael Valenzuela              | Jimmy Jones                      | Calumet Farm                                                                     | 2:05.00 |
| 1959 | Tomy Lee                     | Bill Shoemaker                 | Frank Childs                     | Fred & Juliette Turner                                                           | 2:02.20 |
| 1960 | Venetian Way                 | Bill Hartack                   | Victor Sovinski                  | Sunny Blue Farm                                                                  | 2:02.40 |
| 1961 | Carry Back                   | Johnny Sellers                 | Jack A. Price                    | Katherine Price                                                                  | 2:04.00 |
| 1962 | Decidedly                    | Bill Hartack                   | Horatio Luro                     | El Peco Ranch                                                                    | 2:00.40 |
| 1963 | Chateaugay                   | Braulio Baeza                  | James P. Conway                  | Darby Dan Farm                                                                   | 2:01.80 |
| 1964 | Northern Dancer              | Bill Hartack                   | Horatio Luro                     | Windfields Farm                                                                  | 2:00.00 |
| 1965 | Lucky Debonair               | Bill Shoemaker                 | Frank Catrone                    | Ada L. Rice                                                                      | 2:01.20 |
| 1966 | Kauai King                   | Don Brumfield                  | Henry Forrest                    | Ford Stable                                                                      | 2:02.00 |
| 1967 | Proud Clarion                | Bobby Ussery                   | Loyd Gentry                      | Darby Dan Farm                                                                   | 2:00.60 |
| 1968 | Dancer's Image* Forward Pass | Bobby Ussery Ismael Valenzuela | Lou Cavalaris, Jr. Henry Forrest | Peter Fuller Calumet Farm                                                        | 2:02.20 |
| 1969 | Majestic Prince              | Bill Hartack                   | Johnny Longden                   | Frank McMahon                                                                    | 2:01.80 |
| 1970 | Dust Commander               | Mike Manganello                | Don Combs                        | Robert E. Lehmann                                                                | 2:03.40 |
| 1971 | Cañonero II                  | Gustavo Ávila                  | Juan Arias                       | Edgar Caibett                                                                    | 2:03.20 |
| 1972 | Riva Ridge                   | Ron Turcotte                   | Lucien Laurin                    | Meadow Stud                                                                      | 2:01.80 |
| 1973 | Secretariat †                | Ron Turcotte                   | Lucien Laurin                    | Meadow Stable                                                                    | 1:59.40 |
| 1974 | Cannonade                    | Angel Cordero, Jr.             | Woody Stephens                   | John M. Olin                                                                     | 2:04.00 |
| 1975 | Foolish Pleasure             | Jacinto Vasquez                | LeRoy Jolley                     | John L. Greer                                                                    | 2:02.00 |
| 1976 | Bold Forbes                  | Angel Cordero, Jr.             | Laz Barrera                      | E. Rodriguez Tizol                                                               | 2:01.60 |
| 1977 | Seattle Slew †               | Jean Cruguet                   | Billy Turner                     | Karen L. Taylor                                                                  | 2:02.20 |
| 1978 | Affirmed †                   | Steve Cauthen                  | Laz Barrera                      | Harbor View Farm                                                                 | 2:01.20 |
| 1979 | Spectacular Bid              | Ron Franklin                   | Bud Delp                         | Hawksworth Farm                                                                  | 2:02.40 |
| 1980 | Genuine Risk                 | Jacinto Vasquez                | LeRoy Jolley                     | Diana Firestone                                                                  | 2:02.00 |
| 1981 | Pleasant Colony              | Jorge Velasquez                | John Campo                       | Buckland Farm                                                                    | 2:02.00 |
| 1982 | Gato Del Sol                 | Eddie Delahoussaye             | Eddie Gregson                    | Hancock & Peters                                                                 | 2:02.40 |
| 1983 | Sunny's Halo                 | Eddie Delahoussaye             | David C. Cross, Jr.              | D. J. Foster Stable                                                              | 2:02.20 |
| 1984 | Swale                        | Laffit Pincay Jr.              | Woody Stephens                   | Claiborne Farm                                                                   | 2:02.40 |
| 1985 | Spend A Buck                 | Angel Cordero, Jr.             | Cam Gambolati                    | Hunter Farm                                                                      | 2:00.20 |
| 1986 | Ferdinand                    | Bill Shoemaker                 | Charlie Whittingham              | Elizabeth Keck                                                                   | 2:02.80 |
| 1987 | Alysheba                     | Chris McCarron                 | Jack Van Berg                    | D. & P. Scharbauer                                                               | 2:03.40 |
| 1988 | Winning Colors               | Gary Stevens                   | D. Wayne Lukas                   | Eugene V. Klein                                                                  | 2:02.20 |
| 1989 | Sunday Silence               | Pat Valenzuela                 | Charlie Whittingham              | H-G-W Partners                                                                   | 2:05.00 |
| 1990 | Unbridled                    | Craig Perret                   | Carl Nafzger                     | Frances A. Genter                                                                | 2:02.00 |
| 1991 | Strike the Gold              | Chris Antley                   | Nick Zito                        | B. Giles Brophy                                                                  | 2:03.00 |
| 1992 | Lil E. Tee                   | Pat Day                        | Lynn S. Whiting                  | W. Cal Partee                                                                    | 2:03.00 |
| 1993 | Sea Hero                     | Jerry Bailey                   | Mack Miller                      | Rokeby Stables                                                                   | 2:02.40 |
| 1994 | Go for Gin                   | Chris McCarron                 | Nick Zito                        | Condren & Cornacchia                                                             | 2:03.60 |
| 1995 | Thunder Gulch                | Gary Stevens                   | D. Wayne Lukas†                  | Michael Tabor                                                                    | 2:01.20 |
| 1996 | Grindstone                   | Jerry Bailey                   | D. Wayne Lukas                   | Overbrook Farm                                                                   | 2:01.00 |
| 1997 | Silver Charm                 | Gary Stevens                   | Bob Baffert                      | R. & B. Lewis                                                                    | 2:02.40 |
| 1998 | Real Quiet                   | Kent Desormeaux                | Bob Baffert                      | Michael E. Pegram                                                                | 2:02.20 |
| 1999 | Charismatic                  | Chris Antley                   | D. Wayne Lukas                   | R. & B. Lewis                                                                    | 2:03.20 |
| 2000 | Fusaichi Pegasus             | Kent Desormeaux                | Neil Drysdale                    | Fusao Sekiguchi                                                                  | 2:01.00 |
| 2001 | Monarchos                    | Jorge Chavez                   | John Ward Jr.                    | John C. Oxley                                                                    | 1:59.97 |
| 2002 | War Emblem                   | Víctor Espinoza                | Bob Baffert                      | Thoroughbred Corp.                                                               | 2:01.13 |
| 2003 | Funny Cide                   | José Santos                    | Barclay Tagg                     | Sackatoga Stable                                                                 | 2:01.19 |
| 2004 | Smarty Jones                 | Stewart Elliott                | John Servis                      | Someday Farm                                                                     | 2:04.06 |
| 2005 | Giacomo                      | Mike E. Smith                  | John Shirreffs                   | Jerry & Ann Moss                                                                 | 2:02.75 |
| 2006 | Bárbaro                      | Edgar Prado                    | Michael Matz                     | Lael Stables                                                                     | 2:01.36 |
| 2007 | Street Sense                 | Calvin Borel                   | Carl Nafzger                     | James B. Tafel                                                                   | 2:02.17 |
| 2008 | Big Brown                    | Kent Desormeaux                | Rick Dutrow                      | IEAH Stables y Paul Pompa Jr.                                                    | 2:01.82 |
| 2009 | Mine that Bird               | Calvin Borel                   | B. Woolley Jr.                   | Double Eagle Ranch and Buena Suerte Equine                                       | 2:02.66 |
| 2010 | Super Saver                  | Calvin Borel                   | T. Pletcher                      | WinStar Farm                                                                     | 2:04.45 |
| 2011 | Animal Kingdom               | John Velasquez                 | H. G. Motion                     | Team Valor International                                                         | 2:02.04 |
| 2012 | I'll Have Another            | Mario Gutiérrez                | Doug O'Neill                     | J. Paul Reddam                                                                   | 2:01.83 |
| 2013 | Orb                          | Joel Rosario                   | C. McGaughey III                 | Stuart S. Janney III & Phipps Stable                                             | 2:02.89 |
| 2014 | California Chrome            | Víctor Espinoza                | Art Sherman                      | Steve Coburn y Perry Martin                                                      | 2:03.66 |
| 2015 | American Pharoah †           | Víctor Espinoza                | Bob Baffert                      | Ahmed Zayat                                                                      | 2:03.02 |
| 2016 | Nyquist                      | Mario Gutiérrez                | Doug O'Neill                     | John Paul Reddam                                                                 | 2:01.31 |
| 2017 | Always Dreaming              | John R. Velazquez              | Todd Pletcher                    | MeB Racing                                                                       | 2:03.59 |
| 2018 | Justify†                     | Michael Smith                  | Bob Baffert                      | WinStar Farm                                                                     | 2:04.20 |
| 2019 | Country House                | Flavien Prat                   | Bill Mott                        | J.V. Shields, Jr.; E. J. M. McFadden, Jr.; y LNJ Foxwoods                        | 2:03.93 |
| 2020 | Authentic                    | John R. Velazquez              | Bob Baffert                      | Spendthrift Farm LLC, MyRaceHorse Stable, Madaket Stables LLC y Starlight Racing | 2:00.61 |
| 2021 | Mandaloun                    | Florent Geroux                 | Brad Cox                         | Juddmonte Farms                                                                  | 2:02:20 |
| 2022 | Rich Strike                  | Sonny Leon                     | Erick Reed                       | RED TR-Racing                                                                    | 2:02:61 |
| 2023 | Mage                         | Javier Castellano              | Gustavo Delgado                  | OGMA Investments, LLC, Restrepo                                                  | 2:01:57 |
| 2024 | Mystik Dan                   | Brian Hernandez Jr.            | Ken McPeek                       | B. Gasaway, L. Gasaway, D. Hamby III, Valley View Farm                           | 2:03:34 |
| 2025 | Sovereignty                  | Junior Alvarado                | William I. Moth                  | Godolphin                                                                        | 2:02.31 |

†: indica ejemplares ganadores de la Triple Corona.
*: descalificado por uso de Fenilbutazona.

### En inglés
- Sitio oficial del Derby de Kentucky
- Museo del Derby de Kentucky
- Festival del Derby de Kentucky

- Datos: Q1141795
- Multimedia: The Kentucky Derby / Q1141795